# Tulipa tetraphylla
Tulipa tetraphylla (укр. Тюльпан чотирилистковий) — багаторічна рослина роду тюльпан родини лілійних.

## Історія
У 1875 році Едуард Регель описав цей вид за зразками, зібраними з Центрального Тянь-Шаню (басейн річки Кочкур, Киргизстан).

## Опис
Цибулина яйцеподібна, до 2,5 см в діаметрі, з коричнево-чорними, шкірястими лусками, опушеними з внутрішньої сторони біля верхівки притиснутими волосками. Стебло 10 — 30 см заввишки, голе, тонке. Листки (найчастіше 4, рідше 3 або 5-6 штук), сильно зближені, відігнуті, дуже хвилясті по краю, голі, вищі квіток, нижній 1 — 1,5 см завширшки. Квітки — 1 — 2 (іноді до 4) штук, до 6 см заввишки, в бутоні пониклі. Частки оцвітини 2 — 4 см завдовжки, гоструваті або тупуваті, яскраво-жовті, зовнішні зовні з фіолетовим відтінком, по спинці зеленуваті, довгасті, внутрішні обернено довгасті. Тичинки в 3 рази коротші оцвітини. Тичинкові нитки голі, жовті, у верхній частині розширені, до основи поступово звужуються. Пильовики жовті, довгасті, 7 — 8 мм завдовжки. Зав'язь трохи коротша за тичинки з коротким стовпчиком. Плід — широко-довгаста коробочка, до 3 см завдовжки і 1,5 см завширшки. Розмноження насіннєве.
Цвіте з середини квітня до кінця травня.

## Екологія
Росте на кам'янистих схилах, степових ділянках в нижньому і середньому поясах гір.
Відомі випадки спонтанної гібридизації з Tulipa kolpakowskiana (укр. тюльпан Колпаковського).

## Поширення
Ареал виду розташований у Середній Азії та Джунгарії. Країни поширення — Казахстан, Киргизстан, Китай (Сіньцзян-Уйгурський автономний район). В Казахстані зустрічається в Заілійському, Кунгей- і Терскей-Алатау, на хребті Кетмень (Алматинська область).

## Охоронні заходи
Вид занесений до Червоної книги Киргизстану. Частина ареалу знаходиться на території Ілі-Алатауського національного природного парку в Казахстані.

## Культивування
Випробуваний в Ташкенті, Бішкеку, Москві, Санкт-Петербурзі, Алмати. В культурі, перенесені цибулинами особини успішно цвітуть і плодоносять понад 4 роки. Морозостійкий до мінус 23 °C. Добре розмножується насінням.

## Використання
Високодекоративна рослина, що має оригінальний вигляд, успішно зростає в південних регіонах, особливо цінна для альпінаріїв. Даних про використання в селекції немає. Перспективна для гібридизації, оскільки володіє поліплоїдністю (тетраплоїдні форми). Чуйний на агротехнічний догляд. Зразки, перенесені з низькогірій, нерідко утворюють 2-3 квітки.